# Peñafiel
Peñafiel is een gemeente in de Spaanse provincie Valladolid in de regio Castilië en León met een oppervlakte van 76,11 km². Peñafiel telt 5.327 inwoners (1 januari 2016).
De rivier de Duratón stroomt hier in de rivier de Duero.
Bovenop een heuvel in de directe nabijheid van de plaats staat het middeleeuwse kasteel van Peñafiel. Er is een smalle toegangsweg naar boven en vanaf het kasteel heeft de bezoeker een mooi uitzicht over de omgeving. In het kasteel is sinds 1999 een wijnmuseum gevestigd.

## Demografische ontwikkeling
Bron: INE, 1857-2011: volkstellingen
Opm.: In 1976 werd de gemeente Padilla de Duero aangehecht